# Пальцево (Ленинградская область)
Пальцево (до 1948 — Та́ли, фин. Tali) — посёлок в Гончаровском сельском поселении Выборгского района Ленинградской области.

## Название
Зимой 1948 года решением Кяхярского сельсовета деревне Тали было выбрано новое наименование — Пригородная. Позднее, комиссией по переименованию это название было изменено на «Пальцево» с обоснованием: «в память воина Советской Армии, погибшего на территории Кяхярского сельсовета». Парторг роты красноармеец Владимир Пальцев погиб в июне 1944 года у станции Тали, позднее его прах был перенесён на братское захоронение в посёлке Петровка. 
Переименование было закреплено указом Президиума ВС РСФСР от 13 января 1949 года.

## История

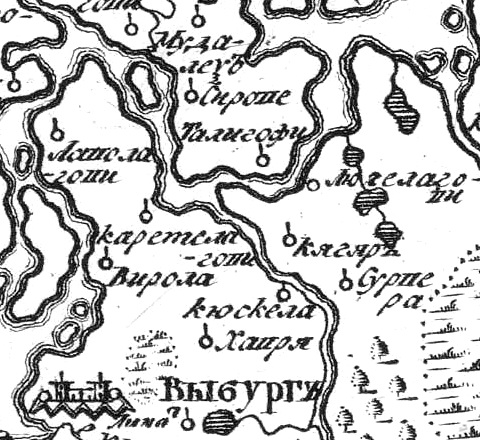
Деревня Тали (Талигофи) на русской карте 1745 г.
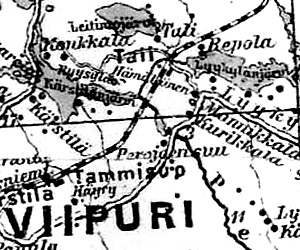
Деревня Тали на финской карте 1923 года

В 1937 году в деревне Тали проживало 363 человека.
До 1939 года деревня Тали входила в состав Выборгского сельского округа Выборгской губернии Финляндской республики.
С 1 января 1940 года по 31 октября 1944 года — в составе Карело-Финской ССР.
С 1 августа 1941 года по 31 июля 1944 года — финская оккупация.
С 1 ноября 1944 года — в составе Кяхярского сельсовета Выборгского района.
С 1 октября 1948 года — в составе Гончаровского сельсовета.
С 1 января 1949 года учитывается административными данными как деревня Пальцево.
С 1 июня 1954 года — в составе Гвардейского сельсовета.
Согласно данным 1966, 1973 и 1990 годов посёлок Пальцево входил в состав Гвардейского сельсовета.
В 1997 году в посёлке Пальцево Гвардейской волости проживали 39 человек, в 2002 году — 28 человек (русские — 93 %).
В 2007 году в посёлке Пальцево Гончаровского СП проживали 40 человек, в 2010 году — 65 человек.

## География
Посёлок расположен в восточной части района на автодороге 41К-084 (Зверево — Малиновка), в месте примыкания к ней автодороги 41К-419 (Пальцево — Гвардейское).
Расстояние до административного центра поселения — 10 км. 
В посёлке находится железнодорожная платформа Пальцево. 
Посёлок находится на северном берегу озера Смирновское и южном берегу озера Малое Краснохолмское.

## Демография
| 2007 | 2010 | 2017 | 2021 |
| ---- | ---- | ---- | ---- |
| 40   | ↗65  | ↗104 | ↗108 |

## Улицы
1-я Дачная, 2-я Дачная, 3-я Дачная, Гвардейская, Кедровый проезд, Краснохолмская, Крестьянская, Крестьянский проезд, Лесная, Николая Брагина, Пограничный проезд, Постовой проезд, Привокзальная, Травная.

## Садоводства
Локомотив-2, Локомотив-3, Локомотивное депо-Выборг.